# Ferrovia Yagan
Ferrovia Yagan (野岩鉄道株式会社?, Yagan Tetsudō Kabushiki-gaisha, Yagan Railway Co., Ltd.), è una società ferroviaria del terzo settore che possiede e gestisce la linea Aizu Kinugawa, una linea ferroviaria che collega le prefetture di Tochigi e Fukushima.
Il nome della società (野岩) deriva dai caratteri kanji delle antiche province di Shimotsuke (下野) (oggi Prefettura di Tochigi) e Iwashiro (岩代) (oggi Prefettura di Fukushima).

## Storia
La società è stata fondata il 20 novembre 1981. Il 9 ottobre 1986 ha iniziato a gestire la linea Aizu Kinugawa, precedentemente di proprietà della Japan Railway Construction Public Corporation.
La linea Aizu Kinugawa (会津鬼怒川線?, Aizu Kinugawa-sen), una linea costruita dalla Japan Railway Construction Public Corporation che collega la stazione di Imaichi sulla Linea Nikkō e la stazione di Aizu Takinohara (ora stazione di Aizukōgen-Ozeguchi) sulla Linea Aizu, è stata istituita per rilevare e gestire la linea quando i lavori di costruzione tra Fujiwara e Aizu Takinohara, che erano in corso, sono stati congelati a causa della legge sulla ricostruzione delle ferrovie giapponesi. La tratta tra Imaichi e Fujiwara, è stata invece collegata alla linea parallela Tobu Kinugawa (stazione di Shimo-Imaichi - stazione di Shin-Fujiwara).
La sede centrale della società si trova adiacente alla stazione di Shin-Fujiwara (Nikkō, Prefettura di Tochigi), punto di partenza della linea.

## Linee ferroviarie
L'azienda gestisce una sola linea ferroviaria, la linea Aizu Kinugawa.
| Linea               | Giapponese   | Distanza totale | Capolinea                          | Stazioni |
| ------------------- | ------------ | --------------- | ---------------------------------- | -------- |
| Linea Aizu Kinugawa | 会津鬼怒川線 | 30.4            | Shin-Fujiwara - Aizukōgen-Ozeguchi | 9        |

## Materiale rotabile
Dalla sua apertura, possiede vetture di nuova costruzione della Tobu Railway Serie 6050

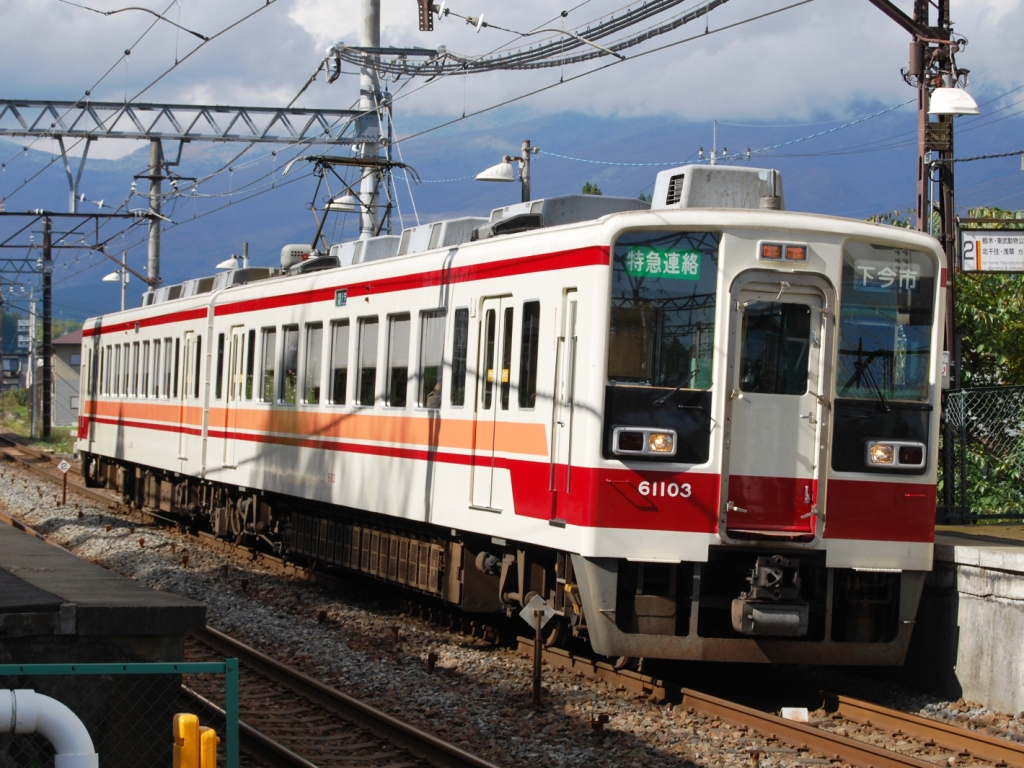
Serie 6050